# Piridostigmină
Piridostigmina (cu denumirea comercială Mestinon, printre altele) este un medicament parasimpatomimetic inhibitor al acetilcolinesterazei, utilizat pentru tratamentul miasteniei gravis, ileusului paralitic și al atoniei vezicii urinare. Căile de administrare disponibile sunt intravenoasă și orală.
Molecula a fost patentată în 1945 și a fost aprobată pentru uz medical în anul 1955. Se află pe lista medicamentelor esențiale ale Organizației Mondiale a Sănătății. Este disponibil sub formă de medicament generic.

## Utilizări medicale
Piridostigmina este utilizată în tratamentul:
- ileusului paralitic;
- constipației severe, datorate scăderii motilității gastro-intestinale;
- miasteniei gravis;
- retenției urinare post-operatorii, atoniei vezicii urinare;[12]
- hipertensiunii ortostatice, doar în unele state.[13]